# Anita Lonsbrough
Anita Lonsbrough (-Porter) (York, 10 de agosto de 1941) é uma ex-nadadora britânica.
Conquistou uma medalha de ouro nos Jogos Olímpicos de Roma em 1960.
Foi recordista mundial dos 200 metros peito entre 1959 e 1960, e entre 1960 e 1961.
Entrou no International Swimming Hall of Fame em 1983.